# Edicte sobre els preus màxims

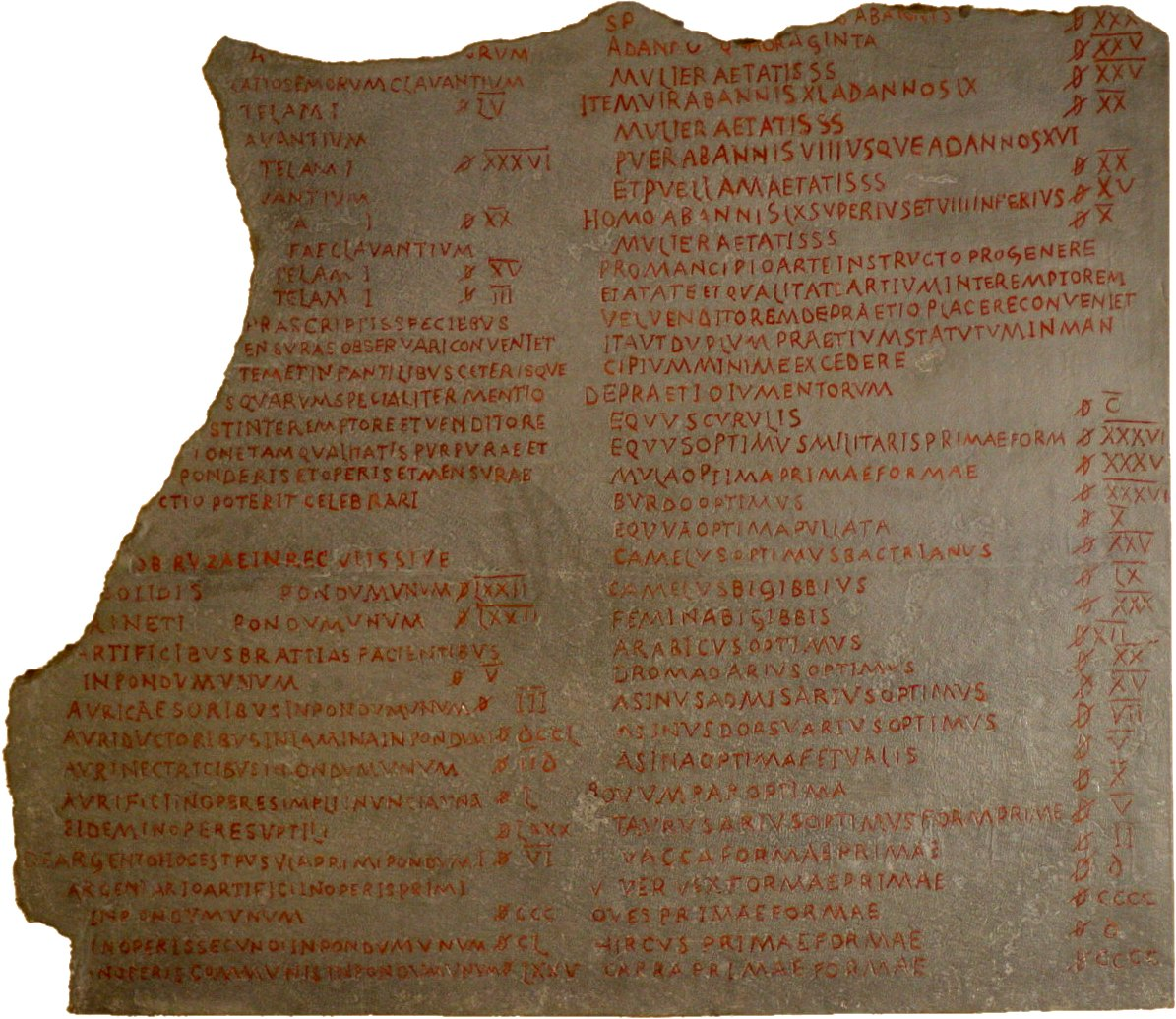
Pergamí en el qual figura part de l'edicte. Pergamonmuseum, Berlín.

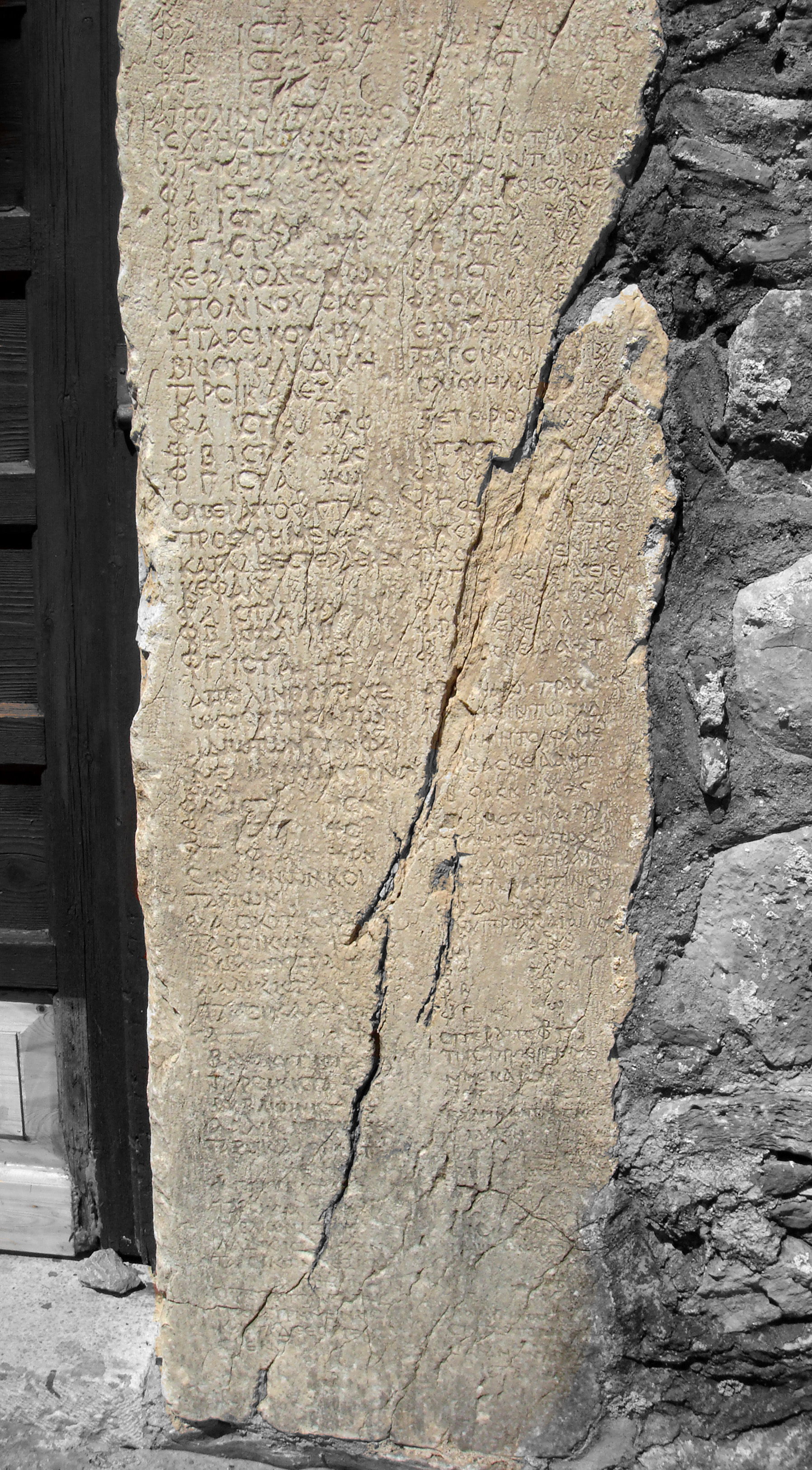
Una de les quatre parts de l'edicte (en grec) que figura en una peça de fusta reutilitzada com a marc d'una porta a l'església medieval de Sant Joan Crisòstom, a Geraki, Grècia.

L'Edicte sobre els preus màxims, també conegut com a Edicte sobre preus o Edicte de Dioclecià (en llatí, Edictum De Pretiis Rerum Venalium), va ser una norma promulgada l'any 301 per l'emperador romà Dioclecià que fixava els preus màxims per a més de 1300 productes, a més a més d'establir el cost de la mà d'obra per produir-los.

## Història
L'Edicte probablement es va promulgar des d'Antioquia o Alexandria i apareix en inscripcions en grec antic i en llatí. Actualment només han perdurat fragments trobats sobretot en la part oriental de l'imperi, des d'on Dioclecià governava. No obstant això, és la legislació que millor ha sobreviscut de l'època de la tetrarquia. La norma va ser durament criticada per Lactanci, escriptor de Nicomèdia, que acusava als emperadors de la inflació i que va relatar les lluites i vessaments de sang que van ser provocades per la interferència en els preus. A la fi del regnat de Dioclecià, l'any 305, l'Edicte estava ja sent virtualment ignorat, si bé l'economia no va arribar a estabilitzar-se fins a la reforma monetària de Constantí.
Durant la crisi del segle iii, la moneda romana s'havia devaluat enormement a causa que els nombrosos emperadors i usurpadors havien anat encunyant les seves pròpies monedes mitjançant el sistema de devaluar el seu valor metàl·lic amb la finalitat d'obtenir més efectiu amb el qual pagar als soldats i funcionaris. Juntament amb aquesta norma, Dioclecià va emetre diversos edictes fiscals i monetaris amb la intenció de reformar el sistema impositiu i estabilitzar la moneda. És difícil saber fins a quin punt es va canviar el sistema monetari, ja que els valors i fins i tot els noms de les diferents monedes sovint són desconeguts.
Totes les monedes en els Decrets i a l'Edicte reben valoracions fraccionàries en funció del denari, que Dioclecià esperava reemplaçar amb un sistema basat en el valor de la moneda de plata argenteus i les seves fraccions. Sembla que el argenteus tindria un valor equivalent a 100 denaris, i el nummus banyat en plata tindria un valor de 25. L'aureus d'or, que para llavors valia ja uns 833 denaris seria reemplaçat per una moneda denominada sòlid, valorada en 1000 denari -es tracta d'una moneda diferent del sòlid romà d'Orient que introduiria Constantí I pocs anys més tard-. Les monedes van mantenir el seu valor facial durant el regnat de Dioclecià, però no va ser així en les monedes de bronze i de coure, que van ser produïdes en massa, les encunyacions de moneda van ser molt rares i van tenir poc efecte en l'economia.

## Inflació
En qualsevol cas, l'aparició de totes aquestes monedes van tenir un efecte inflacionista, i en un intent per combatre aquest problema Dioclecià va promulgar el seu Edicte sobre Preus Màxims l'any 301. Els primers dos terços de l'Edicte van doblegar el valor de les monedes de coure i de bronze, i van establir la pena capital contra els especuladors, als quals culpava de la inflació i comparava amb els bàrbars que amenaçaven l'imperi. Es va prohibir que els mercaders portessin els seus productes a altres mercats en els quals poguessin vendre a preus més alts, i el cost del transport no podria utilitzar-se com a excusa per incrementar el preu final dels béns.
L'últim terç de l'Edicte, dividit en 32 seccions, imposava un sostre màxim de preus per més de mil productes. Aquests productes, entre els quals s'incloïen diversos productes alimentaris -carn de vaca, gra, vi, cervesa, salsitxes...-, de roba -sabates abrics...-, costos del transport marítim i fins i tot preu del jornal. El límit més alt en els productes de la llista és el d'un tipus de seda de color porpra, que el preu màxim es va fixar en 150.000 denaris la lliura -equivaldria al preu d'un lleó segons el mateix Edicte).
|           | Sòlid  | Argenteus | Nummus | Irradie | Laureate | Denari |
| --------- | ------ | --------- | ------ | ------- | -------- | ------ |
| Sòlid     | 1      | 10        | 40     | 200     | 500      | 1000   |
| Argenteus | 1/10   | 1         | 4      | 20      | 50       | 100    |
| Nummus    | 1/40   | 1/4       | 1      | 5       | 12 1/2   | 25     |
| Radiate   | 1/200  | 1/20      | 1/5    | 1       | 2 1/2    | 5      |
| Laureate  | 1/500  | 1/50      | 2/25   | 2/5     | 1        | 2      |
| Denari    | 1/1000 | 1/100     | 1/25   | 1/5     | 1/2      | 1      |

## Resultats
No obstant això, l'Edicte no va aconseguir el seu objectiu de detenir la inflació, ja que la producció en massa de monedes de baix valor metàl·lic va continuar devaluant la moneda i incrementant els preus, fent que els preus màxims de l'Edicte resultessin massa baixos. Els mercaders van optar, o bé per deixar de comercialitzar alguns béns, vendre'ls il·legalment, o utilitzar la barata. L'Edicte, per tant, va alterar l'intercanvi de béns i el comerç, especialment a nivell mercantil. A vegades fins i tot ciutats senceres van deixar de poder permetre's comerciar. A més, i a causa que l'Edicte també fixava els salaris, molts dels quals tenien salaris fixos, i especialment els soldats, es van trobar que els seus diners cada vegada tenia menor poder adquisitiu atès que els preus artificials no reflectien els costos reals.